# Divizia A1 2022-2023 (pallavolo maschile)
La Divizia A1 2022-2023, 74ª edizione della massima serie del campionato rumeno di pallavolo maschile, si è svolta dall'8 ottobre 2022 al 7 maggio 2023: al torneo hanno partecipato dodici squadre di club rumene e la vittoria finale è andata per la quinta volta consecutiva all'Arcada Galați.

## Regolamento

### Formula
La formula ha previsto:
- Regular season, disputata con un girone all'italiana, con gare di andata e ritorno, per un totale di ventidue giornate: le prime otto classificate hanno acceduto ai play-off scudetto e le ultime quattro hanno acceduto al play-out retrocessione;
- Play-off scudetto, strutturati con quarti di finale e semifinali al meglio delle due vittorie su tre gare e finali per il terzo posto e per lo scudetto al meglio delle tre vittorie su cinque gare; le squadre perdenti i quarti di finale hanno acceduto ai play-off per il quinto posto;
- Play-off 5º posto, strutturati con semifinali, finale per il 7º posto e finale per il 5º posto, tutte al meglio di due vittorie su tre gare;
- Play-out retrocessione, strutturati con semifinali, disputate al meglio delle tre vittorie su cinque gare, e finali per il 9º per l'11º posto al meglio delle due vittorie su tre gare: le ultime due squadre classificate sono retrocesse in Divizia A2.

### Criteri di classifica
Se il risultato finale è stato di 3-0 o 3-1 sono stati assegnati 3 punti alla squadra vincente e 0 a quella sconfitta, se il risultato finale è stato di 3-2 sono stati assegnati 2 punti alla squadra vincente e 1 a quella sconfitta.
L'ordine del posizionamento in classifica è stato definito in base a:
- Punti;
- Numero di partite vinte;
- Ratio dei set vinti/persi;
- Ratio dei punti realizzati/subiti[2]

## Squadre partecipanti
Le squadre promosse dalla Divizia A2 sono state il Tomis Costanza e il Suceava, rispettivamente 1º e 2º nei play-off promozione: l'Template:Volley SCM Constanta ha tuttavia preso il posto del Tomis Costanza, dopo la fusione tra le due società. La squadra dell'Universitatea Cluj, retrocessa in Divizia A2 al termine della stagione precedente, è stato ripescata per il ritiro dell'Olimpia Bucarest.
| Club                  | Stagione | Città       | Impianto                         | Stagione precedente                                     |
| --------------------- | -------- | ----------- | -------------------------------- | ------------------------------------------------------- |
| Arcada Galați         | dettagli | Galați      | Sala Sporturilor Dunărea         | Campione di Romania                                     |
| Baia Mare             | dettagli | Baia Mare   | Sala Polivalentă Lascăr Pană     | 7ª in Divizia A1                                        |
| CSM Constanța         | dettagli | Costanza    | Sala Sporturilor                 | -                                                       |
| Dinamo Bucarest       | dettagli | Bucarest    | Sala Polivalentă Dinamo          | 2ª in Divizia A1                                        |
| Rapid Bucarest        | dettagli | Bucarest    | Sala Polivalentă Rapid           | 10ª in Divizia A1                                       |
| SCM Zalău             | dettagli | Zalău       | Sala Sporturilor Gheorghe Tadici | 6ª in Divizia A1                                        |
| Steaua Bucarest       | dettagli | Bucarest    | Sala Mihai Viteazul              | 4ª in Divizia A1                                        |
| Știința Bucarest      | dettagli | Bucarest    | Sala Polivalentă                 | 8ª in Divizia A1                                        |
| Suceava               | dettagli | Suceava     | ?                                | 2ª in Divizia A2 (girone Ovest); 2ª play-off promozione |
| Unirea Dej            | dettagli | Dej         | Sala Polivalenta Petru Stăvariu  | 9ª in Divizia A1                                        |
| Universitatea Cluj    | dettagli | Cluj-Napoca | Sala Sporturilor Horia Demian    | 11ª in Divizia A1                                       |
| Universitatea Craiova | dettagli | Craiova     | Sala Polivalentă                 | 3ª in Divizia A1                                        |

## Torneo

### Regular season

#### Risultati
| Prima giornata |                                       |     |                                   |
|                |                                       |     |                                   |
| 08-10          | Suceava - Baia Mare                   | 0-3 | 16-25, 8-25, 16-25                |
| 08-10          | Steaua Bucarest - Universitatea Cluj  | 3-0 | 25-15, 25-15, 25-13               |
| 08-10          | Universitatea Craiova - CSM Constanța | 3-0 | 25-21, 25-14, 25-17               |
| 08-10          | Unirea Dej - Știința Bucarest         | 3-0 | 25-18, 25-19, 25-17               |
| 07-12          | Rapid Bucarest - Arcada Galați        | 3-1 | 25-23, 24-26, 25-21, 25-23        |
| 08-10          | Dinamo Bucarest - SCM Zalău           | 3-2 | 18-25, 18-25, 25-11, 25-17, 15-10 |

| Seconda giornata |                                         |     |                                   |
|                  |                                         |     |                                   |
| 15-10            | Baia Mare - SCM Zalău                   | 1-3 | 21-25, 25-23, 23-25, 24-26        |
| 15-10            | Arcada Galați - Dinamo Bucarest         | 3-2 | 23-25, 26-24, 22-25, 25-21, 18-16 |
| 15-10            | Știința Bucarest - Rapid Bucarest       | 1-3 | 25-23, 14-25, 18-25, 21-25        |
| 15-10            | CSM Constanța - Unirea Dej              | 3-1 | 25-15, 25-19, 25-27, 25-23        |
| 15-10            | Steaua Bucarest - Universitatea Craiova | 3-2 | 25-21, 22-25, 25-16, 14-25, 15-7  |
| 15-10            | Suceava - Universitatea Cluj            | 3-2 | 25-23, 21-25, 25-23, 20-25, 15-11 |

| Terza giornata |                                    |     |                            |
|                |                                    |     |                            |
| 22-10          | Universitatea Cluj - Baia Mare     | 0-3 | 16-25, 12-25, 21-25        |
| 22-10          | Universitatea Craiova - Suceava    | 3-0 | 25-11, 25-16, 25-16        |
| 22-10          | Unirea Dej - Steaua Bucarest       | 0-3 | 17-25, 19-25, 18-25        |
| 22-10          | Rapid Bucarest - CSM Constanța     | 3-0 | 25-20, 25-17, 25-11        |
| 22-10          | Dinamo Bucarest - Știința Bucarest | 3-0 | 25-12, 25-13, 25-10        |
| 22-10          | SCM Zalău - Arcada Galați          | 1-3 | 21-25, 25-20, 20-25, 23-25 |

| Quarta giornata |                                            |     |                            |
|                 |                                            |     |                            |
| 29-10           | Baia Mare - Arcada Galați                  | 1-3 | 10-25, 23-25, 25-22, 16-25 |
| 30-10           | Știința Bucarest - SCM Zalău               | 0-3 | 14-25, 13-25, 20-25        |
| 29-10           | CSM Constanța - Dinamo Bucarest            | 1-3 | 20-25, 25-20, 16-25, 14-25 |
| 29-10           | Steaua Bucarest - Rapid Bucarest           | 3-0 | 25-18, 25-16, 25-20        |
| 29-10           | Suceava - Unirea Dej                       | 0-3 | 14-25, 15-25, 23-25        |
| 29-10           | Universitatea Cluj - Universitatea Craiova | 0-3 | 14-25, 18-25, 20-25        |

| Quinta giornata |                                   |     |                            |
|                 |                                   |     |                            |
| 05-11           | Universitatea Craiova - Baia Mare | 3-1 | 25-22, 25-21, 22-25, 25-19 |
| 05-11           | Unirea Dej - Universitatea Cluj   | 3-0 | 25-19, 25-18, 25-16        |
| 05-11           | Rapid Bucarest - Suceava          | 3-0 | 25-11, 25-15, 25-8         |
| 06-11           | Dinamo Bucarest - Steaua Bucarest | 3-1 | 20-25, 30-28, 25-16, 25-19 |
| 05-11           | SCM Zalău - CSM Constanța         | 3-1 | 23-25, 25-20, 25-16, 25-20 |
| 05-11           | Arcada Galați - Știința Bucarest  | 3-0 | 25-14, 25-16, 25-16        |

| Sesta giornata |                                     |     |                            |
|                |                                     |     |                            |
| 12-11          | Baia Mare - Știința Bucarest        | 3-0 | 25-23, 25-16, 25-16        |
| 12-11          | CSM Constanța - Arcada Galați       | 0-3 | 21-25, 20-25, 23-25        |
| 13-11          | Steaua Bucarest - SCM Zalău         | 3-1 | 32-30, 22-25, 25-21, 25-19 |
| 12-11          | Suceava - Dinamo Bucarest           | 0-3 | 16-25, 15-25, 7-25         |
| 11-11          | Universitatea Cluj - Rapid Bucarest | 0-3 | 17-25, 21-25, 14-25        |
| 12-11          | Universitatea Craiova - Unirea Dej  | 3-0 | 25-17, 25-16, 26-24        |

| Settima giornata |                                        |     |                                   |
|                  |                                        |     |                                   |
| 19-11            | Unirea Dej - Baia Mare                 | 2-3 | 22-25, 23-25, 25-18, 25-17, 8-15  |
| 19-11            | Rapid Bucarest - Universitatea Craiova | 2-3 | 46-44, 20-25, 19-25, 25-22, 13-15 |
| 19-11            | Dinamo Bucarest - Universitatea Cluj   | 3-0 | 25-16, 25-23, 25-10               |
| 19-11            | SCM Zalău - Suceava                    | 3-0 | 25-17, 25-6, 25-14                |
| 19-11            | Arcada Galați - Steaua Bucarest        | 1-3 | 15-25, 22-25, 25-15, 22-25        |
| 19-11            | Știința Bucarest - CSM Constanța       | 0-3 | 17-25, 15-25, 22-25               |

| Ottava giornata |                                         |     |                            |
|                 |                                         |     |                            |
| 26-11           | Baia Mare - CSM Constanța               | 0-3 | 23-25, 22-25, 24-26        |
| 26-11           | Steaua Bucarest - Știința Bucarest      | 3-0 | 25-5, 25-17, 25-15         |
| 26-11           | Suceava - Arcada Galați                 | 0-3 | 19-25, 17-25, 16-25        |
| 26-11           | Universitatea Cluj - SCM Zalău          | 0-3 | 11-25, 15-25, 17-25        |
| 26-11           | Universitatea Craiova - Dinamo Bucarest | 1-3 | 25-17, 15-25, 27-29, 20-25 |
| 26-11           | Unirea Dej - Rapid Bucarest             | 0-3 | 20-25, 19-25, 23-25        |

| Nona giornata |                                    |     |                            |
|               |                                    |     |                            |
| 03-12         | Rapid Bucarest - Baia Mare         | 3-0 | 25-16, 25-19, 25-18        |
| 03-12         | Dinamo Bucarest - Unirea Dej       | 3-0 | 25-20, 25-18, 25-12        |
| 04-12         | SCM Zalău - Universitatea Craiova  | 0-3 | 20-25, 23-25, 20-25        |
| 03-12         | Arcada Galați - Universitatea Cluj | 3-0 | 25-14, 25-16, 25-12        |
| 03-12         | Știința Bucarest - Suceava         | 3-0 | 25-14, 25-19, 25-15        |
| 05-12         | CSM Constanța - Steaua Bucarest    | 1-3 | 12-25, 17-25, 25-22, 18-25 |

| Decima giornata |                                       |     |                            |
|                 |                                       |     |                            |
| 11-12           | Steaua Bucarest - Baia Mare           | 3-1 | 25-19, 25-16, 21-25, 25-23 |
| 10-12           | Suceava - CSM Constanța               | 0-3 | 18-25, 15-25, 19-25        |
| 10-12           | Știința Bucarest - Universitatea Cluj | 3-1 | 25-18, 25-20, 13-25, 25-17 |
| 10-12           | Universitatea Craiova - Arcada Galați | 0-3 | 22-25, 19-25, 23-25        |
| 10-12           | Unirea Dej - SCM Zalău                | 3-1 | 28-26, 25-21, 20-25, 25-18 |
| 10-12           | Rapid Bucarest - Dinamo Bucarest      | 1-3 | 25-19, 17-25, 19-25, 24-26 |

| Undicesima giornata |                                          |     |                     |
|                     |                                          |     |                     |
| 13-12               | Dinamo Bucarest - Baia Mare              | 3-0 | 25-14, 25-19, 25-22 |
| 18-12               | SCM Zalău - Rapid Bucarest               | 3-0 | 26-24, 25-20, 25-19 |
| 16-12               | Arcada Galați - Unirea Dej               | 3-0 | 25-17, 25-9, 25-16  |
| 17-12               | Știința Bucarest - Universitatea Craiova | 0-3 | 15-25, 19-25, 21-25 |
| 17-12               | CSM Constanța - Universitatea Cluj       | 3-0 | 25-19, 25-19, 25-14 |
| 17-12               | Steaua Bucarest - Suceava                | 3-0 | 25-22, 25-12, 25-10 |

| Dodicesima giornata |                                       |     |                            |
|                     |                                       |     |                            |
| 14-01               | Baia Mare - Suceava                   | 3-0 | 25-12, 25-12, 25-14        |
| 13-01               | Universitatea Cluj - Steaua Bucarest  | 0-3 | 17-25, 13-25, 15-25        |
| 14-01               | CSM Constanța - Universitatea Craiova | 0-3 | 22-25, 20-25, 23-25        |
| 14-01               | Știința Bucarest - Unirea Dej         | 1-3 | 34-32, 19-25, 20-25, 18-25 |
| 14-01               | Arcada Galați - Rapid Bucarest        | 3-0 | 26-24, 25-23, 25-22        |
| 14-01               | SCM Zalău - Dinamo Bucarest           | 1-3 | 20-25, 25-19, 22-25, 15-25 |

| Tredicesima giornata |                                         |     |                                  |
|                      |                                         |     |                                  |
| 21-01                | SCM Zalău - Baia Mare                   | 3-2 | 23-25, 21-25, 26-24, 25-17, 15-9 |
| 22-01                | Dinamo Bucarest - Arcada Galați         | 3-2 | 27-29, 29-27, 25-15, 21-25, 15-9 |
| 21-01                | Rapid Bucarest - Știința Bucarest       | 3-0 | 25-13, 25-17, 25-20              |
| 21-01                | Unirea Dej - CSM Constanța              | 0-3 | 22-25, 28-30, 23-25              |
| 21-01                | Universitatea Craiova - Steaua Bucarest | 0-3 | 15-25, 15-25, 17-25              |
| 21-01                | Universitatea Cluj - Suceava            | 3-0 | 26-24, 26-24, 25-15              |

| Quattordicesima giornata |                                    |     |                     |
|                          |                                    |     |                     |
| 28-01                    | Baia Mare - Universitatea Cluj     | 3-0 | 25-16, 25-11, 25-20 |
| 28-01                    | Suceava - Universitatea Craiova    | 0-3 | 18-25, 15-25, 17-25 |
| 28-01                    | Steaua Bucarest - Unirea Dej       | 3-0 | 25-13, 25-11, 25-16 |
| 28-01                    | CSM Constanța - Rapid Bucarest     | 0-3 | 22-25, 20-25, 25-27 |
| 28-01                    | Știința Bucarest - Dinamo Bucarest | 0-3 | 16-25, 18-25, 14-25 |
| 28-01                    | Arcada Galați - SCM Zalău          | 3-0 | 25-20, 25-23, 25-11 |

| Quindicesima giornata |                                            |     |                            |
|                       |                                            |     |                            |
| 01-02                 | Arcada Galați - Baia Mare                  | 3-0 | 25-11, 25-20, 25-13        |
| 01-02                 | SCM Zalău - Știința Bucarest               | 3-0 | 25-10, 25-19, 25-11        |
| 31-01                 | Dinamo Bucarest - CSM Constanța            | 3-1 | 20-25, 29-27, 25-20, 25-20 |
| 01-02                 | Rapid Bucarest - Steaua Bucarest           | 1-3 | 22-25, 15-25, 26-24, 20-25 |
| 01-02                 | Unirea Dej - Suceava                       | 3-0 | 25-13, 25-16, 25-23        |
| 01-02                 | Universitatea Craiova - Universitatea Cluj | 3-0 | 25-12, 25-13, 25-14        |

| Sedicesima giornata |                                   |     |                                   |
|                     |                                   |     |                                   |
| 04-02               | Baia Mare - Universitatea Craiova | 2-3 | 22-25, 20-25, 25-22, 25-20, 10-15 |
| 08-02               | Universitatea Cluj - Unirea Dej   | 2-3 | 25-21, 32-30, 23-25, 22-25, 7-15  |
| 04-02               | Suceava - Rapid Bucarest          | 0-3 | 19-25, 15-25, 19-25               |
| 05-02               | Steaua Bucarest - Dinamo Bucarest | 3-2 | 27-25, 22-25, 25-23, 22-25, 15-11 |
| 04-02               | CSM Constanța - SCM Zalău         | 3-2 | 17-25, 25-20, 21-25, 25-20, 15-8  |
| 04-02               | Știința Bucarest - Arcada Galați  | 0-3 | 9-25, 20-25, 19-25                |

| Diciassettesima giornata |                                     |     |                     |
|                          |                                     |     |                     |
| 12-02                    | Știința Bucarest - Baia Mare        | 0-3 | 27-29, 12-25, 19-25 |
| 11-02                    | Arcada Galați - CSM Constanța       | 3-0 | 25-17, 26-24, 25-15 |
| 11-02                    | SCM Zalău - Steaua Bucarest         | 0-3 | 18-25, 23-25, 21-25 |
| 11-02                    | Dinamo Bucarest - Suceava           | 3-0 | 25-15, 25-15, 25-20 |
| 11-02                    | Rapid Bucarest - Universitatea Cluj | 3-0 | 25-17, 25-8, 25-15  |
| 11-02                    | Unirea Dej - Universitatea Craiova  | 0-3 | 26-28, 21-25, 20-25 |

| Diciottesima giornata |                                        |     |                            |
|                       |                                        |     |                            |
| 18-02                 | Baia Mare - Unirea Dej                 | 3-1 | 25-18, 17-25, 25-23, 25-20 |
| 18-02                 | Universitatea Craiova - Rapid Bucarest | 3-1 | 23-25, 25-20, 25-18, 27-25 |
| 17-02                 | Universitatea Cluj - Dinamo Bucarest   | 0-3 | 16-25, 12-25, 24-26        |
| 18-02                 | Suceava - SCM Zalău                    | 0-3 | 19-25, 14-25, 19-25        |
| 18-02                 | Steaua Bucarest - Arcada Galați        | 3-0 | 25-20, 25-9, 29-27         |
| 18-02                 | CSM Constanța - Știința Bucarest       | 3-0 | 25-12, 25-17, 25-19        |

| Diciannovesima giornata |                                         |     |                                   |
|                         |                                         |     |                                   |
| 22-02                   | CSM Constanța - Baia Mare               | 2-3 | 14-25, 25-19, 18-25, 25-15, 18-20 |
| 22-02                   | Știința Bucarest - Steaua Bucarest      | 0-3 | 16-25, 19-25, 20-25               |
| 22-02                   | Arcada Galați - Suceava                 | 3-0 | 25-11, 25-13, 25-11               |
| 22-02                   | SCM Zalău - Universitatea Cluj          | 3-0 | 25-21, 25-17, 25-18               |
| 22-02                   | Dinamo Bucarest - Universitatea Craiova | 3-1 | 25-20, 25-20, 23-25, 25-17        |
| 22-02                   | Rapid Bucarest - Unirea Dej             | 3-0 | 25-20, 25-22, 25-11               |

| Ventesima giornata |                                    |     |                                   |
|                    |                                    |     |                                   |
| 25-02              | Baia Mare - Rapid Bucarest         | 3-0 | 25-20, 25-22, 30-28               |
| 25-02              | Unirea Dej - Dinamo Bucarest       | 0-3 | 15-25, 19-25, 19-25               |
| 26-02              | Universitatea Craiova - SCM Zalău  | 2-3 | 26-24, 25-17, 23-25, 21-25, 13-15 |
| 03-03              | Universitatea Cluj - Arcada Galați | 0-3 | 14-25, 14-25, 17-25               |
| 25-02              | Suceava - Știința Bucarest         | 1-3 | 17-25, 15-25, 25-17, 22-25        |
| 25-02              | Steaua Bucarest - CSM Constanța    | 3-1 | 25-15, 20-25, 25-13, 25-10        |

| Ventunesima giornata |                                       |     |                                   |
|                      |                                       |     |                                   |
| 01-03                | Baia Mare - Steaua Bucarest           | 0-3 | 16-25, 15-25, 21-25               |
| 01-03                | CSM Constanța - Suceava               | 3-0 | 25-11, 25-8, 25-13                |
| 01-03                | Universitatea Cluj - Știința Bucarest | 2-3 | 26-24, 18-25, 21-25, 25-20, 15-17 |
| 01-03                | Arcada Galați - Universitatea Craiova | 3-0 | 25-19, 25-17, 25-20               |
| 01-03                | SCM Zalău - Unirea Dej                | 3-0 | 25-19, 25-18, 25-21               |
| 01-03                | Dinamo Bucarest - Rapid Bucarest      | 3-0 | 25-23, 25-20, 25-19               |

| Ventiduesima giornata |                                          |     |                                  |
|                       |                                          |     |                                  |
| 05-03                 | Baia Mare - Dinamo Bucarest              | 3-2 | 19-25, 18-25, 25-21, 25-20, 15-9 |
| 04-03                 | Rapid Bucarest - SCM Zalău               | 3-0 | 25-19, 25-21, 25-21              |
| 04-03                 | Unirea Dej - Arcada Galați               | 1-3 | 25-20, 16-25, 28-30, 16-25       |
| 04-03                 | Universitatea Craiova - Știința Bucarest | 3-0 | 25-13, 27-25, 25-17              |
| 05-03                 | Universitatea Cluj - CSM Constanța       | 0-3 | 22-25, 22-25, 22-25              |
| 03-03                 | Suceava - Steaua Bucarest                | 0-3 | 18-25, 17-25, 16-25              |

#### Classifica
<{|class="wikitable" style="text-align: center; font-size: 90%;"
!width=40|Pos.
!width=180|Squadra
!width=55|Pt
!width=40|G
!width=40|V
!width=40|P
!width=40|SV
!width=40|SP
!width=50|Ratio
!width=40|PF
!width=40|PS
!width=50|Ratio
|- style="background:#CCFFCC;"
| 1. || style="text-align:left" |  Steaua Bucarest
|| 61 || 22 || 21 || 1 || 64 || 13 || 4,923 || 1 860 || 1 423 || 1,307
|- style="background:#CCFFCC;"
| 2. || style="text-align:left" |  Dinamo Bucarest
|| 58 || 22 || 19 || 3 || 63 || 20 || 3,150 || 1 966 || 1 603 || 1,226
|- style="background:#CCFFCC;"
| 3. || style="text-align:left" |  Arcada Galați
|| 54 || 22 || 18 || 4 || 58 || 17 || 3,412 || 1 796 || 1 461 || 1,229
|- style="background:#CCFFCC;"
| 4. || style="text-align:left" |  Universitatea Craiova
|| 45 || 22 || 15 || 7 || 51 || 27 || 1,889 || 1 804 || 1 624 || 1,111
|- style="background:#CCFFCC;"
| 5. || style="text-align:left" |  Rapid Bucarest
|| 40 || 22 || 13 || 9 || 44 || 29 || 1,517 || 1 721 || 1 551 || 1,110
|- style="background:#CCFFCC;"
| 6. || style="text-align:left" |  SCM Zalău
|| 36 || 22 || 12 || 10 || 44 || 36 || 1,222 || 1 796 || 1 673 || 1,074
|- style="background:#CCFFCC;"
| 7. || style="text-align:left" |  Baia Mare
|| 32 || 22 || 11 || 11 || 41 || 40 || 1,025 || 1 744 || 1 728 || 1,009
|- style="background:#CCFFCC;"
| 8. || style="text-align:left" |  CSM Constanța
|| 30 || 22 || 10 || 12 || 37 || 39 || 0,949 || 1 644 || 1 669 || 0,985
|- style="background:#FFCCDD;"
| 9. || style="text-align:left" |  Unirea Dej
|| 21 || 22 || 7 || 15 || 26 || 49 || 0,531 || 1 588 || 1 727 || 0,920
|- style="background:#FFCCDD;"
| 10. || style="text-align:left" |  Știința Bucarest
|| 11 || 22 || 4 || 18 || 14 || 58 || 0,241 || 1 320 || 1 723 || 0,766
|- style="background:#FFCCDD;"
| 11. || style="text-align:left" |  Universitatea Cluj
|| 6 || 22 || 1 || 21 || 10 || 63 || 0,159 || 1 303 || 1 760 || 0,740
|- style="background:#FFCCDD;"
| 12. || style="text-align:left" |  Suceava
|| 2 || 22 || 1 || 21 || 4 || 65 || 0,062 || 1 101 || 1 701 || 0,647
|}
      Qualificata ai play-off scudetto.
      Qualificata ai play-out retrocessione.

### Play-off scudetto

#### Tabellone
|  | Quarti di finale | Quarti di finale      | Quarti di finale | Quarti di finale      | Quarti di finale |   |                 | Semifinali | Semifinali      | Semifinali | Semifinali | Semifinali |                       |                 | Finale          | Finale          | Finale          | Finale          | Finale          | Finale | Finale |  |
|  |                  |                       |                  |                       |                  |   |                 |            |                 |            |            |            |                       |                 |                 |                 |                 |                 |                 |        |        |  |
|  | 1                | Steaua Bucarest       | 3                | 3                     |                  |   |                 |            |                 |            |            |            |                       |                 |                 |                 |                 |                 |                 |        |        |  |
|  | 1                | Steaua Bucarest       | 3                | 3                     |                  |   |                 |            |                 |            |            |            |                       |                 |                 |                 |                 |                 |                 |        |        |  |
|  | 8                | CSM Constanța         | 1                | 1                     |                  |   |                 |            |                 |            |            |            |                       |                 |                 |                 |                 |                 |                 |        |        |  |
|  | 8                | CSM Constanța         | 1                | 1                     |                  | 1 | Steaua Bucarest | 3          | 2               | 3          |            |            |                       |                 |                 |                 |                 |                 |                 |        |        |  |
|  |                  |                       |                  |                       |                  | 1 | Steaua Bucarest | 3          | 2               | 3          |            |            |                       |                 |                 |                 |                 |                 |                 |        |        |  |
|  |                  |                       | 4                | Universitatea Craiova | 1                | 3 | 0               |            |                 |            |            |            |                       |                 |                 |                 |                 |                 |                 |        |        |  |
|  | 4                | Universitatea Craiova | 4                | Universitatea Craiova | 1                | 3 | 0               | 3          | 3               |            |            |            |                       |                 |                 |                 |                 |                 |                 |        |        |  |
|  | 4                | Universitatea Craiova |                  |                       |                  |   |                 |            |                 |            |            |            |                       |                 |                 |                 |                 |                 |                 |        |        |  |
|  | 5                | Rapid Bucarest        | 2                | 1                     |                  |   |                 |            |                 |            |            |            |                       |                 |                 |                 |                 |                 |                 |        |        |  |
|  | 5                | Rapid Bucarest        | 2                | 1                     |                  | 1 | Steaua Bucarest | 0          | 1               | 1          |            |            |                       |                 |                 |                 |                 |                 |                 |        |        |  |
|  |                  |                       |                  |                       |                  |   |                 |            |                 |            |            |            |                       |                 |                 |                 |                 |                 |                 |        |        |  |
|  |                  |                       | 3                | Arcada Galați         | 3                | 3 | 3               |            |                 |            |            |            |                       |                 |                 |                 |                 |                 |                 |        |        |  |
|  | 2                | Dinamo Bucarest       | 3                | Arcada Galați         | 3                | 3 | 3               | 3          | 3               |            |            |            |                       |                 |                 |                 |                 |                 |                 |        |        |  |
|  | 2                | Dinamo Bucarest       |                  |                       |                  |   |                 | 3          | 3               |            |            |            |                       |                 |                 |                 |                 |                 |                 |        |        |  |
|  | 7                | Baia Mare             | 0                | 0                     |                  |   |                 |            |                 |            |            |            |                       |                 |                 |                 |                 |                 |                 |        |        |  |
|  | 7                | Baia Mare             | 0                | 0                     |                  | 2 | Dinamo Bucarest | 2          | 1               |            |            |            | Finale 3º posto       | Finale 3º posto | Finale 3º posto | Finale 3º posto | Finale 3º posto | Finale 3º posto | Finale 3º posto |        |        |  |
|  |                  |                       |                  |                       |                  | 2 | Dinamo Bucarest | 2          | 1               |            |            |            |                       |                 |                 |                 |                 |                 |                 |        |        |  |
|  |                  |                       | 3                | Arcada Galați         | 3                | 3 |                 |            |                 |            |            |            |                       |                 |                 |                 |                 |                 |                 |        |        |  |
|  | 3                | Arcada Galați         | 3                | Arcada Galați         | 3                | 3 | 3               | 1          | 3               |            |            | 4          | Universitatea Craiova | 1               | 3               | 3               | 3               |                 |                 |        |        |  |
|  | 3                | Arcada Galați         |                  |                       |                  |   |                 |            |                 |            |            | 4          | Universitatea Craiova | 1               | 3               | 3               | 3               |                 |                 |        |        |  |
|  | 6                | SCM Zalău             | 2                | 3                     | 0                |   |                 | 2          | Dinamo Bucarest | 3          | 1          | 2          | 2                     |                 |                 |                 |                 |                 |                 |        |        |  |

#### Risultati

##### Quarti di finale
| Gara 1 |                                        |     |                                   |
|        |                                        |     |                                   |
| 12-03  | Steaua Bucarest - CSM Constanța        | 3-1 | 25-21, 23-25, 25-19, 25-17        |
| 09-03  | Dinamo Bucarest - Baia Mare            | 3-0 | 25-13, 25-21, 25-20               |
| 11-03  | Arcada Galați - SCM Zalău              | 3-2 | 34-36, 25-20, 25-22, 20-25, 15-13 |
| 14-03  | Universitatea Craiova - Rapid Bucarest | 3-2 | 25-23, 20-25, 25-22, 14-25, 15-12 |

| Gara 2 |                                        |     |                            |
|        |                                        |     |                            |
| 29-03  | CSM Constanța - Steaua Bucarest        | 1-3 | 21-25, 19-25, 25-19, 16-25 |
| 25-03  | Baia Mare - Dinamo Bucarest            | 0-3 | 19-25, 24-26, 20-25        |
| 25-03  | SCM Zalău - Arcada Galați              | 3-1 | 25-19, 19-25, 32-30, 25-18 |
| 25-03  | Rapid Bucarest - Universitatea Craiova | 1-3 | 25-15, 18-25, 29-31, 18-25 |

| Gara 3 |                           |     |                    |
|        |                           |     |                    |
| 03-04  | Arcada Galați - SCM Zalău | 3-0 | 25-9, 25-21, 25-18 |

##### Semifinali
| Gara 1 |                                         |     |                                  |
|        |                                         |     |                                  |
| 09-04  | Steaua Bucarest - Universitatea Craiova | 3-1 | 25-15, 25-20, 25-27, 25-19       |
| 08-04  | Dinamo Bucarest - Arcada Galați         | 2-3 | 25-19, 21-25, 25-23, 26-28, 9-15 |

| Gara 2 |                                         |     |                                   |
|        |                                         |     |                                   |
| 13-04  | Universitatea Craiova - Steaua Bucarest | 3-2 | 17-25, 25-18, 25-22, 21-25, 16-14 |
| 12-04  | Arcada Galați - Dinamo Bucarest         | 3-1 | 25-18, 25-12, 23-25, 25-22        |

| Gara 3 |                                         |     |                     |
|        |                                         |     |                     |
| 22-04  | Steaua Bucarest - Universitatea Craiova | 3-0 | 26-24, 25-20, 25-22 |

##### Finale 3º posto
| Gara 1 |                                         |     |                            |
|        |                                         |     |                            |
| 29-04  | Dinamo Bucarest - Universitatea Craiova | 3-1 | 25-19, 23-25, 25-13, 25-19 |

| Gara 2 |                                         |     |                            |
|        |                                         |     |                            |
| 30-04  | Dinamo Bucarest - Universitatea Craiova | 1-3 | 22-25, 25-15, 22-25, 21-25 |

| Gara 3 |                                         |     |                                   |
|        |                                         |     |                                   |
| 06-05  | Universitatea Craiova - Dinamo Bucarest | 3-2 | 23-25, 25-18, 25-22, 21-25, 16-14 |

| Gara 4 |                                         |     |                                   |
|        |                                         |     |                                   |
| 07-05  | Universitatea Craiova - Dinamo Bucarest | 3-2 | 25-23, 25-20, 23-25, 23-25, 18-16 |

##### Finale
| Gara 1 |                                 |     |                     |
|        |                                 |     |                     |
| 30-04  | Steaua Bucarest - Arcada Galați | 0-3 | 27-29, 25-27, 18-25 |

| Gara 2 |                                 |     |                            |
|        |                                 |     |                            |
| 01-05  | Steaua Bucarest - Arcada Galați | 1-3 | 19-25, 15-25, 25-17, 22-25 |

| Gara 3 |                                 |     |                            |
|        |                                 |     |                            |
| 05-05  | Arcada Galați - Steaua Bucarest | 3-1 | 14-25, 25-23, 25-13, 25-22 |

### Play-off 5º posto

#### Tabellone
|  | Semifinali | Semifinali     | Semifinali | Semifinali | Semifinali |   |                | Finale 5º posto | Finale 5º posto | Finale 5º posto | Finale 5º posto | Finale 5º posto |  |
|  |            |                |            |            |            |   |                |                 |                 |                 |                 |                 |  |
|  | 5          | Rapid Bucarest | 3          | 3          |            |   |                |                 |                 |                 |                 |                 |  |
|  | 5          | Rapid Bucarest | 3          | 3          |            |   |                |                 |                 |                 |                 |                 |  |
|  | 8          | CSM Constanța  | 1          | 2          |            |   |                |                 |                 |                 |                 |                 |  |
|  | 8          | CSM Constanța  | 1          | 2          |            | 5 | Rapid Bucarest | 3               | 3               |                 |                 |                 |  |
|  |            |                |            |            |            | 5 | Rapid Bucarest | 3               | 3               |                 |                 |                 |  |
|  |            |                | 6          | SCM Zalău  | 0          | 1 |                |                 |                 |                 |                 |                 |  |
|  | 6          | SCM Zalău      | 6          | SCM Zalău  | 0          | 1 | 3              | 3               |                 |                 |                 |                 |  |
|  | 6          | SCM Zalău      |            |            |            |   | 3              | 3               |                 |                 |                 |                 |  |
|  | 7          | Baia Mare      | 1          | 0          |            |   |                | Finale 7º posto | Finale 7º posto | Finale 7º posto | Finale 7º posto | Finale 7º posto |  |
|  | 7          | Baia Mare      | 1          | 0          |            |   |                |                 |                 |                 |                 |                 |  |
|  |            |                |            |            |            |   |                |                 |                 |                 |                 |                 |  |
|  |            |                |            |            |            |   |                | 8               | CSM Constanța   | 1               | 1               |                 |  |
|  |            |                |            |            |            |   |                | 8               | CSM Constanța   | 1               | 1               |                 |  |
|  |            |                |            |            |            |   |                | 7               | Baia Mare       | 3               | 3               |                 |  |

#### Risultati

##### Semifinali
| Gara 1 |                                |     |                            |
|        |                                |     |                            |
| 08-04  | Rapid Bucarest - CSM Constanța | 3-1 | 22-25, 25-21, 25-18, 25-21 |
| 08-04  | SCM Zalău - Baia Mare          | 3-1 | 25-19, 20-25, 25-18, 25-20 |

| Gara 2 |                                |     |                                   |
|        |                                |     |                                   |
| 12-04  | CSM Constanța - Rapid Bucarest | 2-3 | 23-25, 25-21, 22-25, 25-17, 12-15 |
| 12-04  | Baia Mare - SCM Zalău          | 0-3 | 20-25, 26-28, 24-26               |

##### Finale 7º posto
| Gara 1 |                           |     |                            |
|        |                           |     |                            |
| 29-04  | Baia Mare - CSM Constanța | 3-1 | 13-25, 25-15, 25-21, 25-21 |

| Gara 2 |                           |     |                            |
|        |                           |     |                            |
| 06-05  | CSM Constanța - Baia Mare | 1-3 | 21-25, 25-21, 12-25, 22-25 |

##### Finale 5º posto
| Gara 1 |                            |     |                     |
|        |                            |     |                     |
| 29-04  | Rapid Bucarest - SCM Zalău | 3-0 | 25-19, 25-19, 25-22 |

| Gara 2 |                            |     |                            |
|        |                            |     |                            |
| 05-05  | SCM Zalău - Rapid Bucarest | 1-3 | 19-25, 19-25, 25-22, 20-25 |

### Play-out retrocessione

#### Tabellone
|  | Semifinali | Semifinali         | Semifinali | Semifinali         | Semifinali | Semifinali | Semifinali |            |   | Finale 9º posto  | Finale 9º posto  | Finale 9º posto  | Finale 9º posto  | Finale 9º posto  |  |
|  |            |                    |            |                    |            |            |            |            |   |                  |                  |                  |                  |                  |  |
|  | 9          | Unirea Dej         | 3          | 3                  | 3          |            |            |            |   |                  |                  |                  |                  |                  |  |
|  | 9          | Unirea Dej         | 3          | 3                  | 3          |            |            |            |   |                  |                  |                  |                  |                  |  |
|  | 12         | Suceava            | 1          | 0                  | 0          |            |            |            |   |                  |                  |                  |                  |                  |  |
|  | 12         | Suceava            | 1          | 0                  | 0          |            | 9          | Unirea Dej | 3 | 3                |                  |                  |                  |                  |  |
|  |            |                    |            |                    |            |            |            | Unirea Dej | 3 | 3                |                  |                  |                  |                  |  |
|  |            |                    | 11         | Universitatea Cluj | 0          | 0          |            |            |   |                  |                  |                  |                  |                  |  |
|  | 10         | Știința Bucarest   | 11         | Universitatea Cluj | 0          | 0          | 2          | 3          | 1 | 2                |                  |                  |                  |                  |  |
|  | 10         | Știința Bucarest   |            |                    |            |            | 2          | 3          | 1 | 2                |                  |                  |                  |                  |  |
|  | 11         | Universitatea Cluj | 3          | 1                  | 3          | 3          |            |            |   | Finale 11º posto | Finale 11º posto | Finale 11º posto | Finale 11º posto | Finale 11º posto |  |
|  | 11         | Universitatea Cluj | 3          | 1                  | 3          | 3          |            |            |   |                  |                  |                  |                  |                  |  |
|  |            |                    |            |                    |            |            |            |            |   |                  |                  |                  |                  |                  |  |
|  |            |                    |            |                    |            |            |            |            |   | 12               | Suceava          | 2                | 2                |                  |  |
|  |            |                    |            |                    |            |            |            |            |   | 12               | Suceava          | 2                | 2                |                  |  |
|  |            |                    |            |                    |            |            |            |            |   | 10               | Știința Bucarest | 3                | 3                |                  |  |

##### Semifinali
| Gara 1 |                                       |     |                                   |
|        |                                       |     |                                   |
| 08-04  | Unirea Dej - Suceava                  | 3-1 | 25-12, 21-25, 25-17, 25-8         |
| 08-04  | Știința Bucarest - Universitatea Cluj | 2-3 | 25-21, 25-10, 20-25, 23-25, 10-15 |

| Gara 2 |                                       |     |                            |
|        |                                       |     |                            |
| 09-04  | Unirea Dej - Suceava                  | 3-0 | 25-17, 25-11, 25-21        |
| 09-04  | Știința Bucarest - Universitatea Cluj | 3-1 | 18-25, 25-23, 25-15, 25-18 |

| Gara 3 |                                       |     |                            |
|        |                                       |     |                            |
| 22-04  | Suceava - Unirea Dej                  | 0-3 | 15-25, 19-25, 26-28        |
| 22-04  | Universitatea Cluj - Știința Bucarest | 3-1 | 26-24, 26-24, 17-25, 25-20 |

| Gara 4 |                                       |     |                                  |
|        |                                       |     |                                  |
| 23-04  | Universitatea Cluj - Știința Bucarest | 3-2 | 17-25, 13-25, 25-20, 25-22, 15-7 |

##### Finale 11º posto
| Gara 1 |                            |     |                                   |
|        |                            |     |                                   |
| 29-04  | Știința Bucarest - Suceava | 3-2 | 21-25, 23-25, 25-15, 25-22, 16-14 |

| Gara 2 |                            |     |                                   |
|        |                            |     |                                   |
| 30-04  | Suceava - Știința Bucarest | 2-3 | 15-25, 25-23, 25-21, 22-25, 11-15 |

##### Finale 9º posto
| Gara 1 |                                 |     |                     |
|        |                                 |     |                     |
| 29-04  | Unirea Dej - Universitatea Cluj | 3-0 | 25-23, 25-22, 25-21 |

| Gara 2 |                                 |     |                     |
|        |                                 |     |                     |
| 03-05  | Universitatea Cluj - Unirea Dej | 0-3 | 13-25, 15-25, 22-25 |

## Classifica finale
| Pos | Squadra               | Qualificazione           |
| --- | --------------------- | ------------------------ |
|     | Arcada Galați         | Champions League 2023-24 |
| 2   | Steaua Bucarest       | Challenge Cup 2023-24    |
| 3   | Universitatea Craiova | Coppa CEV 2023-24        |
| 4   | Dinamo Bucarest       | Challenge Cup 2023-24    |
| 5   | Rapid Bucarest        |                          |
| 6   | SCM Zalău             |                          |
| 7   | Baia Mare             |                          |
| 8   | CSM Constanța         |                          |
| 9   | Unirea Dej            |                          |
| 10  | Universitatea Cluj    |                          |
| 11  | Știința Bucarest      | Divizia A2 2023-24       |
| 12  | Suceava               | Divizia A2 2023-24       |